# Saranče zlatozelená
Saranče zlatozelená (Euthystira brachyptera) je druh sarančí z čeledi sarančovitých (Acrididae), rozšířený v Evropě a Asii.

## Popis
Samci dosahují délky 13–17 mm, samice jsou větší, měří 18–26 mm. Obě pohlaví mají světle zelené tělo se zlatavým leskem. Některé jedince lze nalézt i v šedé, hnědé, zlaté nebo světle modré barvě. Samice mají zkrácená křídla růžové nebo vzácně žlutozelené barvy, která jsou na zádech oddělená. Křídla samců dosahují asi poloviny délky jejich zadečku. Existují také dlouhokřídlé formy.

## Rozšíření a stanoviště
Tento druh se vyskytuje v Evropě a Asii, od Pyrenejí přes střední Evropu až po Sibiř. Obývá nížiny i horské oblasti do výšky přes 1000 m n. m., v Alpách až do 2500 m n. m. Saranče zlatozelená preferuje vlhká stanoviště, jako jsou rašeliniště a louky, ale vyskytuje se i na suchých stepích.

## Biologie
Saranče zlatozelená se živí především různými druhy trav, například třtinou chloupkatou (Calamagrostis villosa).
Samice kladou vajíčka do výšky 20–50 cm mezi listy trávy, které zalévají pěnovou sekrecí. Tato sekrece po zaschnutí chrání vajíčka před vysycháním nebo vlhkostí. Larvy se líhnou od konce března do začátku května a dospělci se objevují od června do září.

## Chování
Samci vydávají charakteristické zvuky, které jsou slyšitelné až na tři metry. Tyto zvuky slouží k lákání samic. Samice kvůli zkráceným křídlům zvuky nevydávají. Při páření musí samice aktivně spolupracovat, jinak se samec po krátkém pokusu o kopulaci vzdá.